# Kenny Ortega
Kenny Ortega, född 18 april 1950 i Palo Alto, Kalifornien, är en amerikansk regissör, turnéchef och koreograf.
Han har koreograferat filmer som Hannah Montana & Miley Cyrus: Best of Both Worlds Concert, Dirty Dancing, Pretty in Pink och High School Musical, och the cheetah girls som han även har regisserat.
Tillsammans med Michael Jackson skapade och designade han Dangerous World Tour (1992-1993) och HIStory World Tour (1996-1997).
Maj 2009 började Ortega arbeta med Jackson igen, denna gång med stjärnans This Is It-konserter som skulle hållas i London, men som aldrig blev av på grund av Jacksons plötsliga död. Ortega regisserade då istället en konsertfilm med Jacksons repetitioner inför konserterna. Konsertfilmen hade premiär den 28 oktober, över hela världen.

## Filmografi (urval)
- 1986 – Pretty in Pink - koreograf
- 1987 – Dirty Dancing - koreograf
- 1992 – Newsies - regissör, koreograf
- 1993 – Hocus Pocus - regissör
- 2001–2002 – Ally McBeal (TV-serie) - gästregissör
- 2002–2006 – Gilmore Girls (TV-serie) - gästregissör
- 2006 – High School Musical - regissör, koreograf
- 2007 – High School Musical 2: Sing It All or Nothing'! - regissör, koreograf, producent
- 2008 – Hannah Montana & Miley Cyrus: Best of Both Worlds Concert - regissör, producent
- 2008 – High School Musical 3: Sista året - regissör, koreograf, producent
- 2009 – Michael Jackson's This Is It - regissör, koreograf, producent